# Ecologic Brands, Inc.
Ecologic Brands, Inc. — компанія в Окленді, штат Каліфорнія, яка розробляє та виготовляє пляшки з переробленого картону та газет.

## Історія
Компанія Ecologic Brands була заснована в травні 2008 року, коли підприємець Джулі Корбетт побачила можливість створити екологічно чисту пляшку, яка замінить пластикові контейнери і ламіновані картонні коробки, які споживалися її сім'єю та загалом суспільством. Джулі виросла в Монреалі. Натхненням для неї послужив канадський молочний пакетик — прозорий легкий пакетик з молоком, який поміщається в пластиковий графин багаторазового використання. Вона мала намір створити свою власну версію канадського пакетика для молока — пляшку, яка мінімізує використання пластика, зберігаючи при цьому функціональність і зручність. Ідея корпусу з формованого волокна прийшла до Корбетт, коли вона відкрила коробку з новим iPhone і він був розташований на гладкому, міцному лотку волокон. Корбетт побачила можливість використовувати формоване волокно для додавання форми пляшці з тонким мішечком всередині.
Грунтуючись на своїх знаннях в області целюлози і паперу, Корбетт розробила пляшку, яка поєднує в собі жорстку зовнішню оболонку з целюлози (зроблену в основному зі старих гофрованих картонних коробок або «ОКК») з тонким внутрішнім пластиковим вкладишем і повторно закривається кришкою. Вона запатентувала свою технологію і почала досліджувати ринкові можливості для своїх інновацій. Пляшка перетворилася в екологічно чисту заміну пляшок для молока, соку, прального порошку, побутових миючих засобів і інших рідин великого обсягу.
Комерційне впровадження Ecologic відбулося в січні 2010 року, коли компанія стала партнером Straus Family Creamery для свого першого ринкового випробування на Whole Foods Market в Північній Каліфорнії. Пляшка Ecologic використовувалася для упаковки знежиреного молока Straus Family Creamery і протягом 6 тижнів використовувалася поряд з іншими молочними продуктами Straus. За цей час знежирене молоко в пляшці Ecologic стало бестселером Straus.
Другий клієнт Ecologic, Seventh Generation — бренд нетоксичних товарів для дому та особистої гігієни. Разом вони випустили пральний порошок Seventh Generation Natural 4X 9 березня 2011 року.